# Piper PA-18
Die Piper PA-18 Super Cub ist ein ursprünglich militärisches Schul- und Aufklärungsflugzeug des US-amerikanischen Flugzeugherstellers Piper Aircraft Corporation, das ab dem Jahr 1949 in Serie hergestellt wurde. Sie ist der Nachfolger der Piper J-3, ist wie diese ein Spornradflugzeug und sieht dieser auch recht ähnlich, obwohl die Konstruktion stark von dem Vorgänger abweicht. Der Erstflug fand am 23. November 1949 statt.
Ursprünglich war sie für eine Ausschreibung der US Army als Piper PA-19 aus der PA-11 „Cub Special“ entwickelt worden. Sie absolvierte ihren Erstflug Ende Januar 1949. Von der PA-19 wurden drei Stück gebaut, bevor sie für die darauf folgende Serienproduktion – als identische Konstruktion – in PA-18 umbenannt wurde.
Nach der Schließung des Werks in Lock Haven im Jahre 1984 wurde die PA-18 ab 1987 wieder in Vero Beach gebaut. Um den lohnintensiven Zusammenbau zu vermeiden, wurde die PA-18 zuletzt nur noch als Bausatz gefertigt. 
Mit über 40.000 gebauten Flugzeugen sind die Piper-Cub-Modelle in ihrer Klasse die meistgebauten Flugzeuge weltweit.

## Konstruktion
Die Tragflügel bestehen einschließlich der Rippen aus Aluminiumprofilen. Der Rumpf wurde gegenüber der J-3 verstärkt und so den höheren Belastungen angepasst.
Das zweisitzige Flugzeug wurde in verschiedenen Motorisierungen ausgeliefert, ursprünglich mit dem Continental C-90 als „PA-18-95 Cub“. Später entstanden auch  Varianten mit Lycoming-Motoren von 77 bis 110 kW (105–150 PS). Die Modelle mit über 92 kW (125 PS) verfügten über Landeklappen und ein vergrößertes Leitwerk.

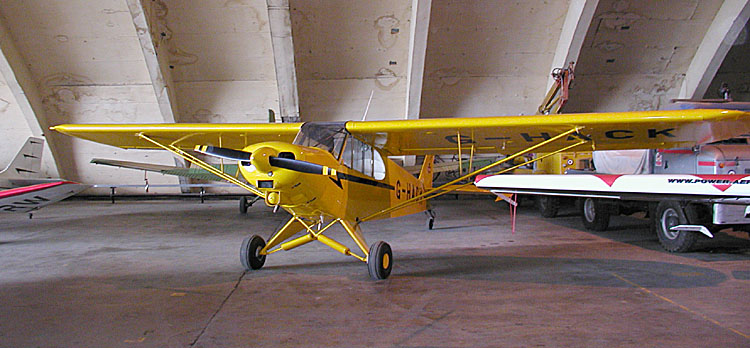
Piper PA-18 „Super Cub“

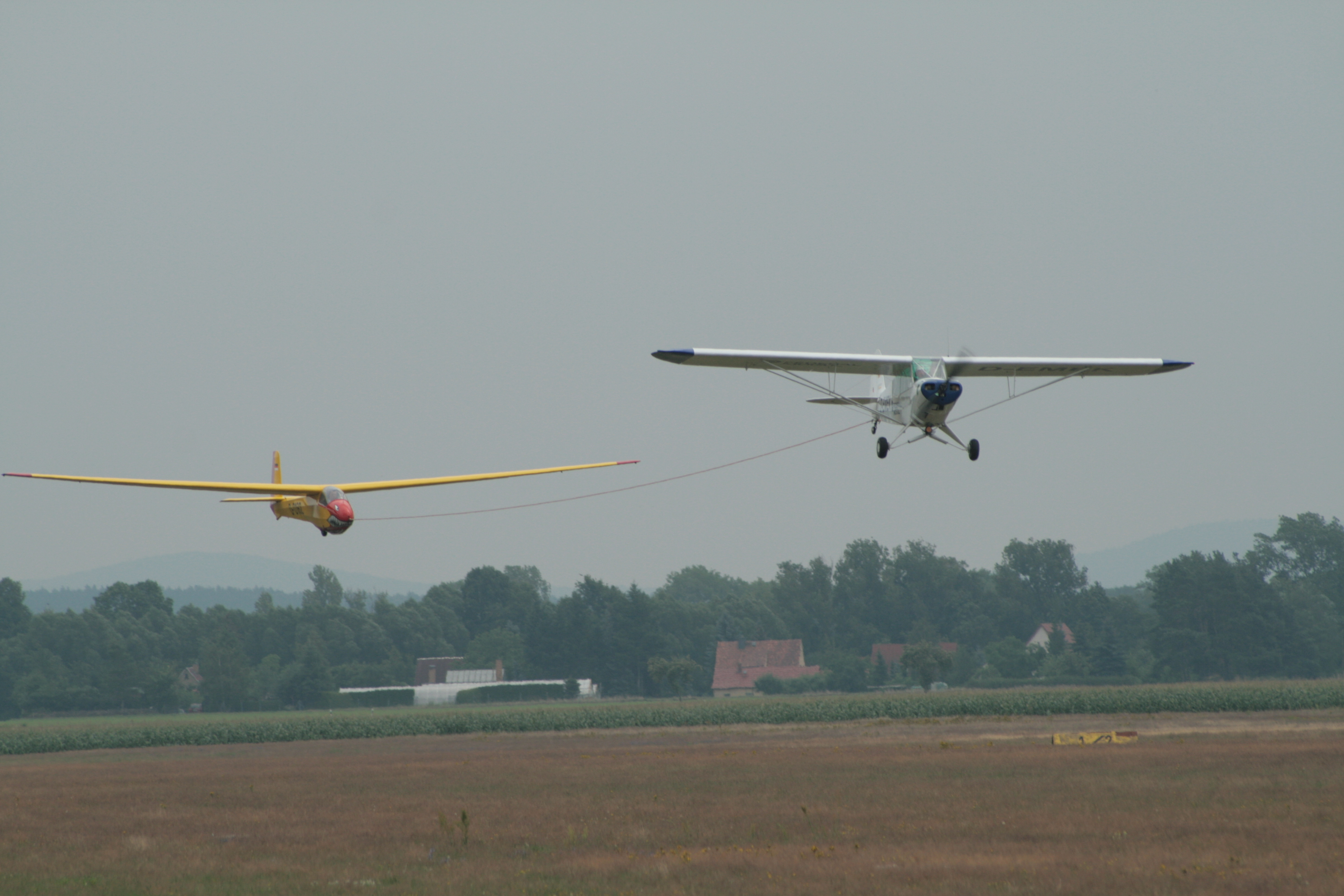
Eine Piper PA-18 schleppt eine Schleicher K 8

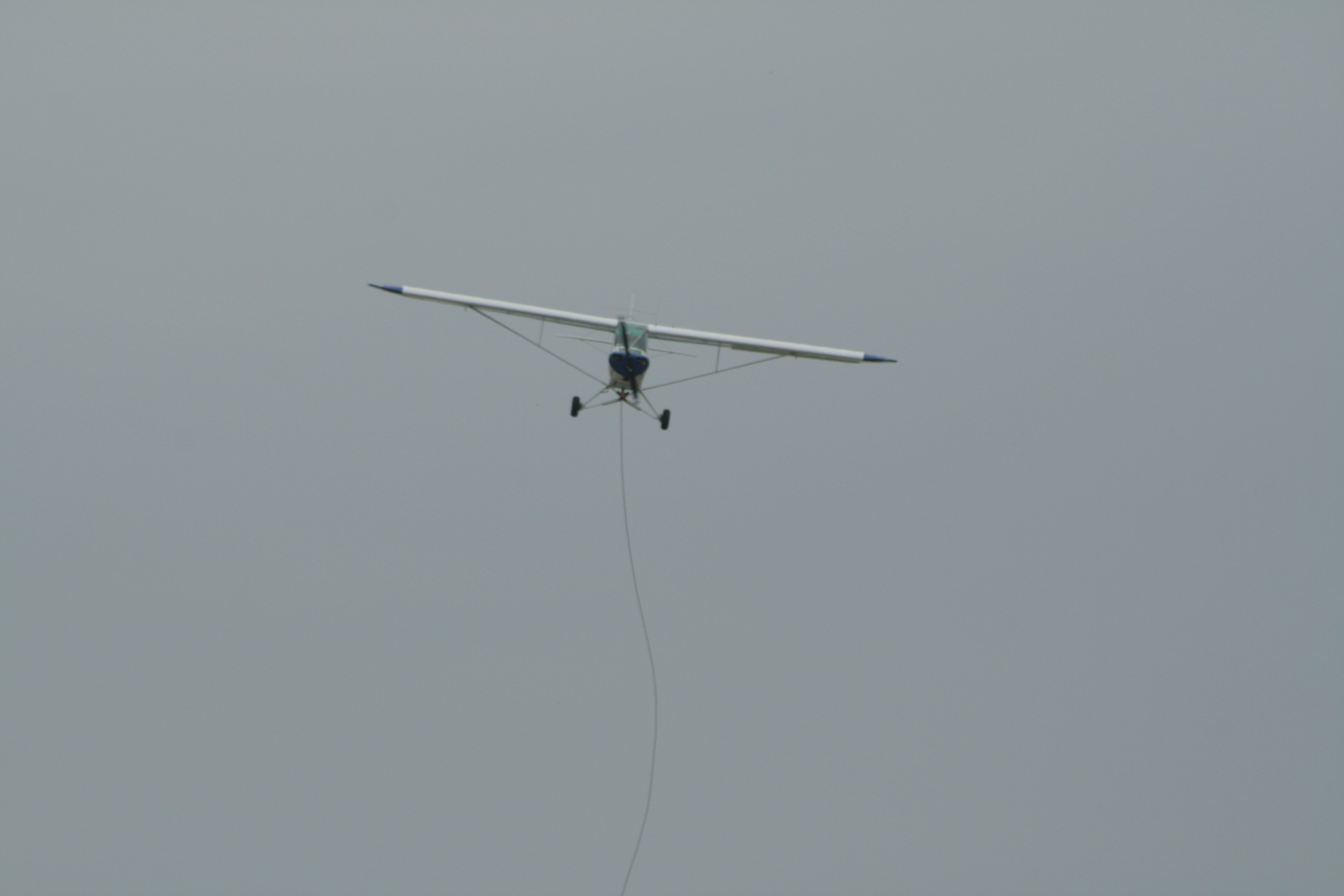
Eine Piper PA-18 mit einem Flugzeugschleppseil im Landeanflug

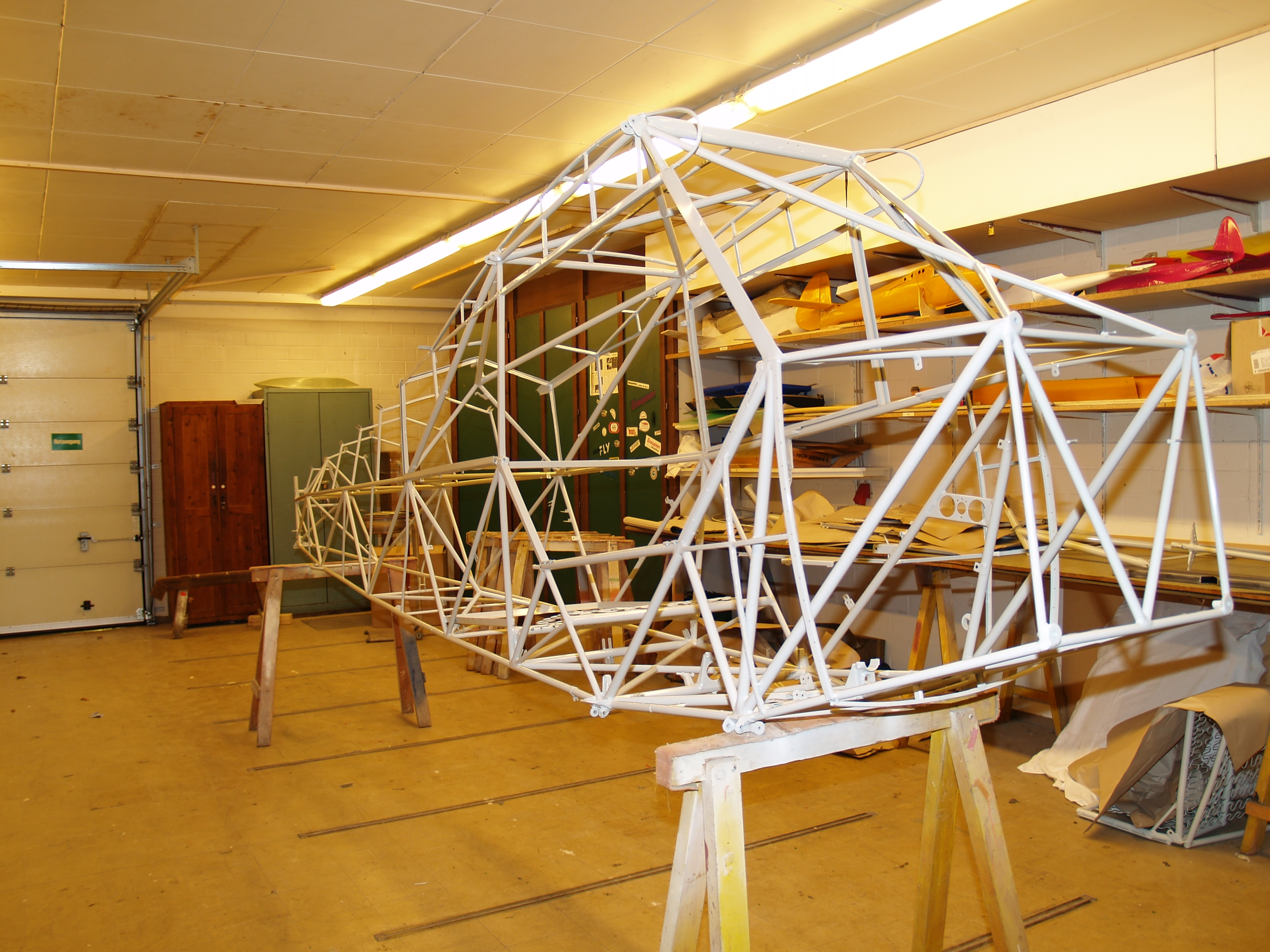
Der Rumpf einer Piper PA-18 während einer Grundüberholung ohne Bespannung.

Die ursprüngliche PA-18 besaß noch keine eigene Stromversorgung. Lediglich über einen kleinen, von einem Propeller am Fahrwerk angetriebenen Generator konnte der nötige Strom für das Funkgerät gewonnen werden. Später wurden oft Generatoren und Batterien nachgerüstet, wodurch die PA-18 mit einem elektrischen Starter in Gang gesetzt werden konnte.

## Nutzung
Bei der US Army trug die „Super Cub“ in dem von 1942 bis 1962 gültigen System die Bezeichnungen L-18 und L-21. Die Unterschiede zwischen L-18 und L-21: 
- Die L-21 verfügte über Landeklappen
- Motoren: die L-18 wurde von einem Continental C-90 angetrieben, die L-21 von einem Lycoming O-290
- die L-18 hatte einen Tank im linken Flügel, die L-21 je einen auf beiden Seiten.[4]

Allerdings entstanden später Mischformen, wenn z. B. Tragflächen einer L-21 an eine L-18 montiert wurden und diese somit über Landeklappen und zwei Tanks verfügte. 
Großer Beliebtheit erfreute sich das Flugzeug beim europäischen Militär; es war ein kostengünstiges Flugzeug zur Pilotenausbildung. Zahlreiche Flugzeuge wurden nach Europa, hauptsächlich Benelux und Deutschland, verschifft. Die PA-18-Schulflugzeuge der Bundeswehr waren mit Kupplungen für den Segelflugzeugschlepp ausgestattet. Die L-18C (PA-18) wurden von 1956 bis 1978 / März 1980 bei der Bundeswehr eingesetzt. Die Luftwaffe erhielt 39 Maschinen sowie eine beschädigte aus USAF-Beständen.
Die PA-18 erfreut sich noch heute großer Beliebtheit. So trifft man auf vielen kleineren Flugplätzen in Europa Cubs und Super Cubs an. Weit verbreitet sind hier die Varianten PA-18-95 und PA-18-150 (150 PS). Bekannt geworden ist die PA-18 in Deutschland auch durch die Flugzeuge der Burda-Staffel in den 1960er-Jahren.
Seit Februar 2011 ist auch der Anbau von elektrohydraulischen Ski an die Super Cub vom Luftfahrt-Bundesamt zugelassen. Mit eingezogenen Ski hat sie immer noch eine ausreichende Bodenfreiheit, um von Grasplätzen zu operieren.

## Militärische Nutzer

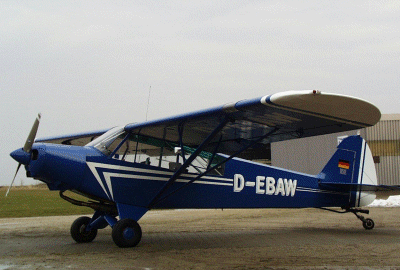
PA-18/150

- PA-18/150 Belgien
- Deutschland
- Iran
- Israel
- Italien
- Niederlande
- Nicaragua
- Japan
- Norwegen
- Österreich
- Portugal
- Schweden
- Schweiz: 6[5]
- Türkei
- Uganda
- Vereinigte Staaten

## Militärische Produktion
Im Rahmen des Mutual Defense Aid Program (MDAP) wurde die Super-Cub auch an verbündete Länder geliefert.
Abnahme der PA-18 durch die USAF und die US Army:
| Version      | 1949 | 1950 | 1951 | 1952 | 1953 | 1954 | 1955 | 1956 | SUMME |
| ------------ | ---- | ---- | ---- | ---- | ---- | ---- | ---- | ---- | ----- |
| PA-18        |      |      |      |      |      |      | 1    |      | 1     |
| L18-B Turkey | 105  |      |      |      |      |      |      |      | 105   |
| L-18C MDAP   |      | 68   | 176  | 370  | 168  | 56   |      |      | 838   |
| YL-21        |      |      | 2    |      |      |      |      |      | 2     |
| L-21A        |      |      | 120  |      |      |      |      |      | 120   |
| L-21B        |      |      |      |      | 62   |      |      |      | 62    |
| L-21B MDAP   |      |      |      | 16   | 73   | 298  | 66   | 67   | 520   |
| SUMME        | 105  | 68   | 298  | 386  | 303  | 354  | 67   | 67   | 1.647 |

## Technische Daten

Dreiseitenansicht

|                       | PA-18-95                                  | PA-18-125                                 | PA-18-150                                 |
| --------------------- | ----------------------------------------- | ----------------------------------------- | ----------------------------------------- |
| Hersteller:           | Piper Aircraft Corporation Lock Haven USA | Piper Aircraft Corporation Lock Haven USA | Piper Aircraft Corporation Lock Haven USA |
| Typ:                  | Schulterdecker Piper PA-18 „Super Cub“    | Schulterdecker Piper PA-18 „Super Cub“    | Schulterdecker Piper PA-18 „Super Cub“    |
| Motor:                | Continental C-90 mit 90 PS                | Lycoming O-290 mit 125 PS                 | Lycoming O-320-A2A mit 152 PS             |
| Max. Flughöhe:        | 4572 m/15000 ft                           | 5944 m/19500 ft                           | 5791 m/19000 ft                           |
| Leergewicht:          | 381 kg                                    | 383 kg                                    | 383 kg                                    |
| Startgewicht:         | 590 kg                                    | 680 kg                                    | 680 kg                                    |
| Reisegeschwindigkeit: | 161 km/h (87 kt)                          | 176 km/h (95 kt)                          | 185 km/h (100 kt)                         |
| Steuerung:            | Steuerknüppel                             | Steuerknüppel                             | Steuerknüppel                             |